# Orazio Toschi
Orazio Toschi (Lugo, 27 dicembre 1887 – Firenze, 4 luglio 1972) è stato un pittore italiano.

## Biografia
Frequenta il Ginnasio di Faenza e, nello stesso tempo, la Scuola di disegno del macchiaiolo Antonio Berti dove fa la conoscenza dei giovani artisti riuniti attorno a Domenico Baccarini. S'iscrive poi all'Accademia di Belle Arti di Ravenna diplomandosi nel 1906. Nello stesso anno dà inizio alla sua carriera di insegnante di scuola media e inizia a presentare i propri disegni a un pubblico ristretto. Viene premiato alla I Mostra Biennale Romagnola d'Arte nel 1908. Nel 1910 inizia ad insegnare a Maniago, in Friuli.
Tiene la sua prima personale a Roma nel 1918. Marinetti lo invita ad esporre con i futuristi a Milano nel 1919. Prosegue la sua attività d'insegnante a Fermo e ad Arezzo nel 1921 dove ricopre incarichi nella corporazione degli artisti ed espone ripetutamente. Nel 1931 espone alla I Quadriennale nazionale d'arte di Roma. Nel 1935 trasferisce a Pistoia come insegnante. Si stabilisce definitivamente a Firenze nel 1938, dove continuerà ad operare fino alla morte (1972).
Una sua opera è esposta nella Galleria degli Uffizi.

## Giudizio critico
Nonostante gli studi accademici lo stile di Toschi risente maggiormente degli orientamenti del circolo baccariniano la quale attenzione si rivolse alla pittura simbolista, al divisionismo ma anche alle secessioni, non senza dimenticare il lessico preraffaellita e i suoi agganci con le arti applicate; a tutto ciò Toschi aggiunge la sua personale cultura assai articolata.